# Air Austral

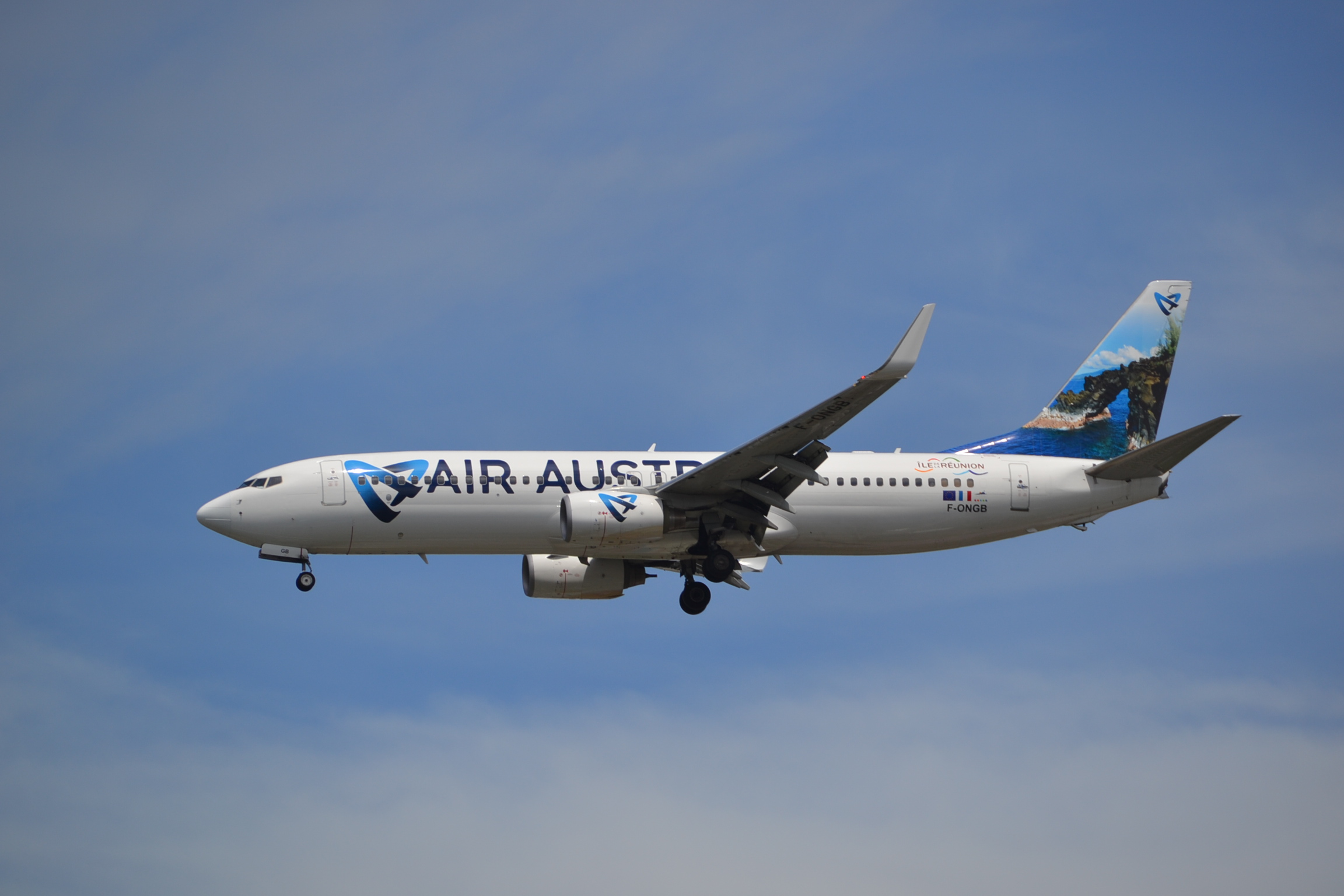
Boeing 737-800

Air Austral là hãng hàng không thuộc Pháp có trụ sở tại đảo Reunion tại khu vực quần đảo ở phía Nam Châu Phi. Hiện nay, hãng có tram trung chuyển chính và trụ sở tại Sân bay Rolland Gorros tại Sainte Marie, Reunion, thuộc Pháp. Hãng hiện nay đang phục vụ các chuyến bay ở Châu Phi, Tân Caledonia, Thái Lan, Nam Ấn Độ Dương và Pháp. Tính tới thời điểm này, hãng có tổng cộng hơn 900 nhân viên.

## Lịch sử
Air Austral được thành lập với một nhà kinh doanh đia phương vào tháng 12 năm 1974. Lúc đó, hãng được biết tới với hãng hàng không dân dụng đầu tiên của đảo Reunion với tên gọi là Reunion Air Service (RAS).
Vào tháng 8 năm 77, hãng thực hiện những chuyến bay đầu tiên giữa Sainte Marie và Mayotte bằng dòng máy bay Hawker Siddeley HS748 Turboprop với 32 chỗ ngồi. Hãng đổi tên từ Reunion Air Service sang Air Reunion vào tháng 12 năm 1986. 
Vào tháng 10 năm 1990, Air Reunion được mua bởi Sematra, một công ty địa phương chiếm tới 46% cổ phần từ hội đồng địa phương và với các cổ phiếu còn lại sở hữu bởi các ngân hàng và công ty tư nhân khác.
Một tháng sau, AIr Reunion đổi tên thành Air Austral. Hai tháng sau, Air Austral mua cho mình chiếc Boeing B737-500 đầu tiên cho mình. Các chiếc B737-500 khác cũng được mua lại vào năm 1994 và năm 1997, hãng mua thêm chiếc Boeing B737-300, dùng cho cả các chuyến chở khách và hàng hóa.
Năm 2000, hãng nhận thêm chiếc ATR 72, một chiếc máy bay cánh quạt tầm ngắn vào đội bay của hãng. Sau đó, Air Austral cho hoạt động cả hai sân bay Rolland Gorros ở Sainte Marie và cả sân bay Pierrefonds ở Saint Pierre với các dịch vụ đi Mayotte, Johannesburg ở Nam Phi, Comoros, Mauritius, quần đảo Seychelles, và cả bốn điểm bay ở Madagascar (bao gồm: Antananarivu, Nosy Be, Tamatave và Majunga).
Năm 2003, Air Austral cho ra mắt tuyến bay mới kết nối từ đảo Reunion và Paris bằng hai chiếc Boeing B777-200ER. Sau đó, đội bay B777-200ER được hãng tăng cường với thêm một chiếc nữa vào năm 2005. Sau đó, các chuyến bay kết nối từ Reunion và Marseilles và Lyon được hình thành.
Tháng 7 năm 2010, hãng thông báo sẽ kết nối đảo Reunion và Nantes và Brodeux vào tháng 2 năm 2011.
Tháng 8 năm 2011, hãng mua chiếc Boeing B777-200LR đầu tiên cho chuyến từ Mayotte đi Reunion.

## Các điểm đến
Hiện nay, Air Austral đang bay tới 19 điểm bay tại ba châu lục là Phi, Á, Úc và Âu.
Chủ đề chính:Các điểm đến của Air Austral

## Đội máy bay
Các máy bay đã sử dụng
- Boeing 737-300
- Boeing 737-500

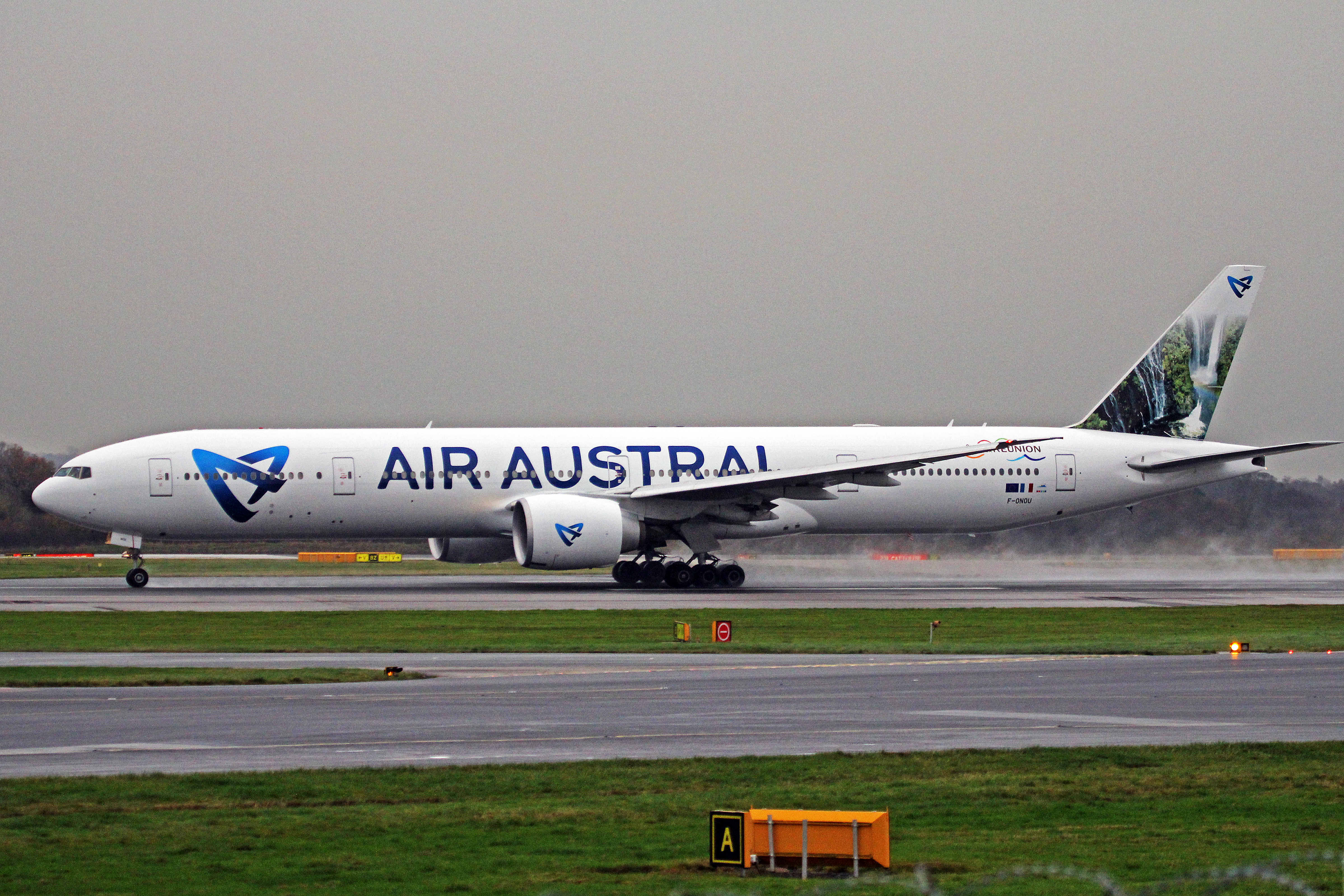
Boeing 777-300ER

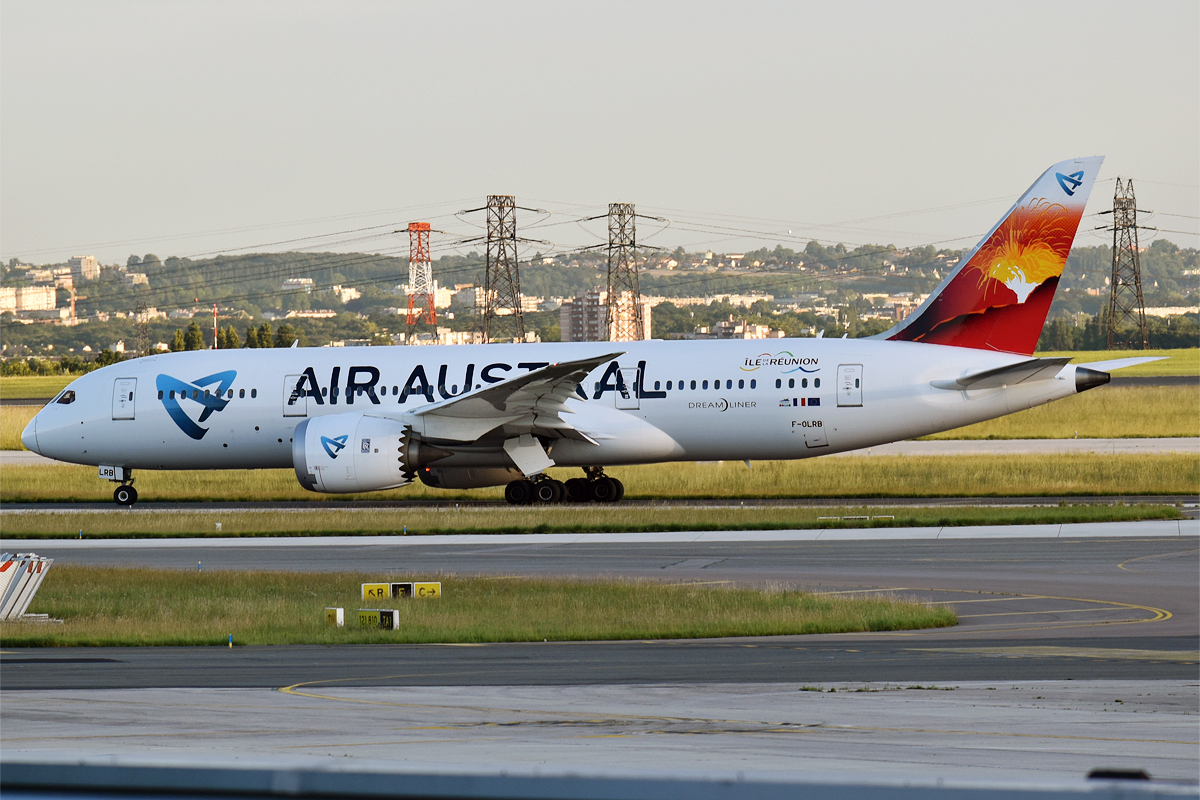
Boeing 787-8

Tới tháng 3/2006, tuổi trung bình các máy bay của Air Austral là 7.7 năm